# Gottlieb Perren
Gottlieb Perren (* 14. April 1926 in Zermatt; † 10. Mai 2014 ebenda) war ein Schweizer nordischer und alpiner Skisportler und Bergführer. Er nahm an den Olympischen Winterspielen 1948 und 1952 teil und wurde nach seiner Karriere im Skisport Präsident des Schweizer Bergführerverbandes. Sein Bruder Bernhard Perren war ebenfalls Skisportler und Bergführer.

## Biografie
Perren erreichte ab Mitte der 1940er-Jahre vordere Platzierungen bei den Schweizer Skimeisterschaften: Er wurde 1946 in der Juniorenklasse jeweils Zweiter im Spezial- und Kombinations-Sprunglauf und Dritter im Langlauf sowie in der Viererkombination aus Sprunglauf, Langlauf, Abfahrt und Slalom. In den Jahren 1947 und 1948 erreichte er bei den Senioren jeweils den dritten Platz in der Nordischen Kombination. Bei seinem ersten internationalen Grossereignis, den Olympischen Winterspielen 1948 in St. Moritz, wurde er 18. in der Nordischen Kombination und 43. im 18-km-Langlauf.
Ab 1949 konzentrierte sich Perren auf die alpinen Disziplinen. Er gewann bei den Schweizer Skimeisterschaften 1949 die Abfahrt der Klasse Senioren I mit der viertschnellsten Tageszeit, 6,4 Sekunden hinter dem besten Elitefahrer und Schweizer Meister Ralph Olinger, und gehörte dem Team der Weltmeisterschaften 1950 in Aspen an, kam dort aber zu keinem Einsatz. Bei den Olympischen Winterspielen 1952 in Oslo startete er in der Abfahrt, die er auf Rang zehn beendete. Vier Jahre später – nach Ende seiner aktiven Karriere – gehörte er bei den Olympischen Winterspielen 1956 in Cortina d’Ampezzo dem Betreuerstab der Schweizer Mannschaft an.
Abseits des Skirennsports arbeitete Perren als Bergführer. Er war Präsident des Schweizer Bergführerverbandes. Am 10. Mai 2014 ist Gottlieb Perren friedlich entschlafen.

## Erfolge

### Olympische Winterspiele
- St. Moritz 1948: 18. Nordische Kombination, 43. 18-km-Langlauf
- Oslo 1952: 10. Abfahrt